# 비늘

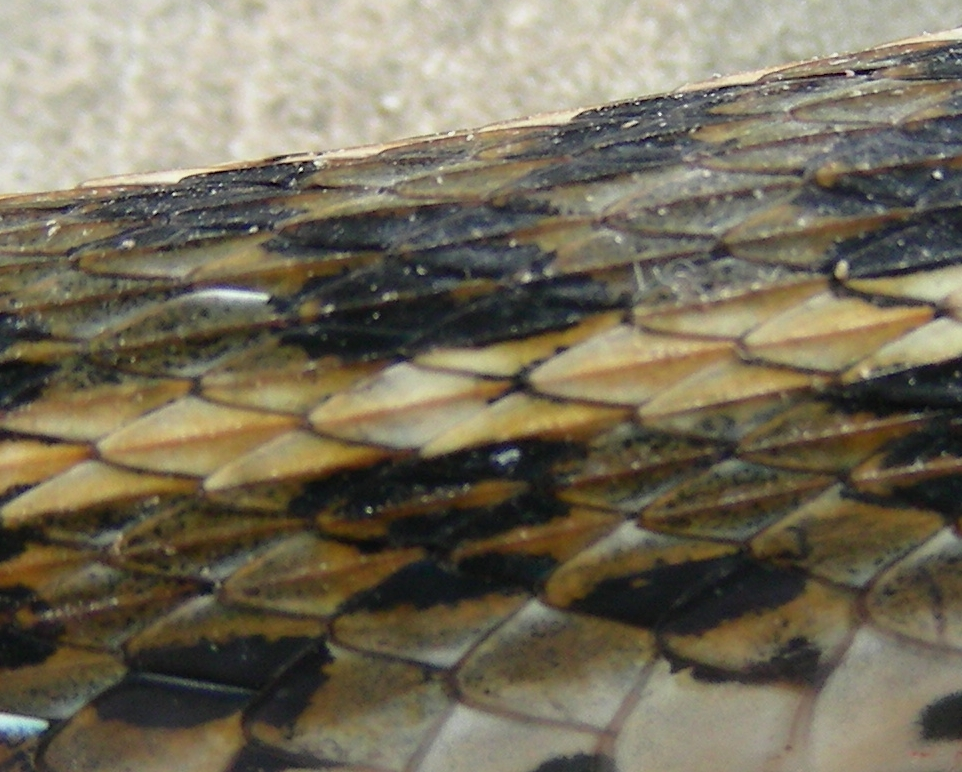
뱀의 비늘.

비늘은 어류나 파충류의 몸 표면 전부, 혹은 조류나 포유류의 몸의 일부를 덮고 있는 얇고 단단한 조각이다.

## 분류
- 어류의 비늘

결합조직의 진피가 변화된것으로 물고기 종에 따라 여러 가지 형태로 존재한다. 판새아강에서는 방패모양의 방패비늘이 나타나고 철갑상어목에선 굳비늘이 나타나며 청어목에선 둥근비늘이, 농어목에선 빗비늘이 나타난다.
- 파충류의 비늘

결합조직의 표피가 각질화된 것으로 내부 수분의 증발을 막는 역할을 한다.
- 조류의 비늘

닭이나 독수리와 같은 종의 다리에 각질과 같이 나타난다.
- 포유류의 비늘

설치류의 꼬리나 천산갑류의 갑옷땃쥐류 등에서 표피성의 비늘이 나타난다.

## 같이 보기
- 건선
- 비늘갑옷